# That Evening Sun
That Evening Sun ist eine Kurzgeschichte des amerikanischen Schriftstellers und späteren Literaturnobelpreisträgers William Faulkner, die ursprünglich im Oktober 1930 entstanden ist. Sie erschien erstmals im März 1931 in geringfügig veränderter Form unter dem Titel That Evening Sun Go Down im American Mercury. Im selben Jahr folgte eine Veröffentlichung in der Anthologie These 13, wo sie mit anderen Faulkner-Erzählungen wie Rotes Laub, Eine Rose für Emily oder auch Dürrer September abgedruckt wurde. Erste deutsche Übersetzungen erschienen 1956 von Erich Franzen unter dem Titel Abendsonne und 1965 unter dem Titel Wenn die Sonne untergeht von Elisabeth Schnack.
Thematisch handelt die Story von den Welten, die zwischen der weißen und der afro-amerikanischen Bevölkerung in den Südstaaten der USA liegt, und wie echte Todesangst einen Menschen hemmen kann.

## Handlung
Ich-Erzähler der Geschichte ist Quentin Compson; er berichtet von Ereignissen, die sich fünfzehn Jahre zuvor ereignet haben. Er selbst und seine involvierten Geschwister waren noch Kinder unter zehn Jahren zum Zeitpunkt der geschilderten Handlung.
Die Protagonistin Nancy in der Geschichte ist eine Waschfrau, die jede Woche die Wäsche der weißen Bevölkerung wäscht. Wenn die Hausdienerin der Compsons, Dilsey, krank ist, kommt Nancy ins Haus und kocht für die Compsons. Ihr Lebensgefährte Jesus ist aus Sicht Mr. Compsons sehr suspekt und darf nicht mit ins Haus. Nancy hat sexuelle Treffen mit einem Weißen, Mr. Stovall, der sie nicht für die Dienste bezahlt, weshalb Nancy einen Aufruf auf offener Straße macht. Stovall schlägt sie nieder und tritt ihr die Zähne aus dem Mund; sie wird ins Gefängnis geworfen, wo sie versucht, sich zu erhängen. Schon wenig später ist ihre Schwangerschaft unübersehbar, und weil Jesus annimmt, sie sei mit dem Kind eines Weißen schwanger, verlässt er sie. Nach einiger Zeit ist Nancy sich jedoch sicher, dass er zurückgekehrt sei und im Graben lauere, um bei Dunkelheit zu kommen und sie umzubringen. Sie steigert sich immer tiefer in diese Vorstellungen hinein, fühlt sich ständig beobachtet und unter Stress. Sie erlebt Todesangst und schläft einige Nächte bei den Compson-Kindern im Zimmer. Mr. Compson versucht sie davon zu überzeugen, dass sie Gespenster sehe; sie ist jedoch sehr hartnäckig und von ihrer Angst gelähmt.
Mrs. Compson geht dies mit der Zeit jedoch zu weit und Nancy soll wieder bei sich in der Hütte schlafen. Sie fleht darum, nicht gehen zu müssen, doch als es offenkundig ist, dass sie gehen muss, lädt sie die Compson-Kinder dazu ein, zu ihr zu kommen, um „Spaß“ zu haben. Sie weiß, dass Jesus in der Gegenwart von Weißen sehr zurückhaltend ist und nicht zu ihr kommen würde, wenn weiße Kinder anwesend wären. Kaum bei sich angekommen, kann sie die Kinder jedoch nicht halten. Quentin verhält sich neutral, doch besonders der jüngste, Jason, jammert schnell herum, er wolle nach Hause. Er war nur durch Caddys Necken mitgekommen; da seine Schwester Caddy behauptet hatte, er sei ein viel zu großer Angsthase, um mitzukommen. Nancy versucht, Caddy und Jason mit Popcorn bei Laune zu halten, doch sie ist von ihrer Angst vor Jesus so gehemmt, dass es ihr nicht einmal gelingt, mit den Kindern Popcorn zu machen. Jason bekommt bei dem Versuch Rauch in die Augen und beginnt zu weinen; auch Caddy möchte dann nach Hause, da sie findet, Nancy habe ihr Versprechen, dass sie Spaß haben würden, nicht eingehalten. Kurz darauf taucht Mr. Compson auf. Er nimmt seine Kinder wieder mit, spricht aber zu Nancy, dass sie die Nacht bei einer Freundin verbringen soll, sodass sie nicht allein ist. Nancy geht nicht offen darauf ein und sagt, sie werde noch etwas das Licht brennen lassen.
Die Erzählung endet damit, dass Mr. Compson sich mit den drei Kindern nach Hause begibt und diese den Graben beobachten, indem laut Nancys Aussage Jesus darauf wartet, ihr Gewalt anzutun und sie umzubringen. Caddy fragt, ob Jesus sie sehen könne, doch ihr Vater antwortet, dass dieser schon lange fort sei. Sie blicken zurück auf die Hütte und sehen, dass Nancy die Lampe noch brennen hat, sie selbst können sie jedoch nicht sehen. Im letzten Abschnitt ärgern sich Caddy und Jason gegenseitig. Wie bereits zuvor in der Geschichte bezeichnet Caddy ihren Bruder als Angsthasen, der geweint habe. Er sei „noch ängstlicher als ein Nigger“ und sie nennt ihn eine verängstigte Katze; erst jetzt greift der Vater ein und ermahnt Caddy.

## Aufbau und erzähltechnische Gestaltung
Kennzeichnend für diese Kurzgeschichte Faulkners ist eine Fokussierung der Geschichte auf die psychischen Vorgänge im Innenleben der Protagonistin Nancy, wobei der eigentliche Handlungsfaden der Erzählung entsprechend dünn ausfällt. Das gewalttätige oder kriminelle Geschehen hat eine relativ geringe Bedeutung: Der potenzielle Mörder Jesus wird einzig in einer kurzen Szene vorgestellt; die Narbe („razor scar“) in seinem Gesicht lässt ihn zwar als suspekte Gestalt erscheinen und ruft den Eindruck von möglicher Gewalttätigkeit hervor; seine Gedanken oder vermeintlichen Pläne werden jedoch weitgehend nur durch die Perspektive und die Aussagen Nancys vermittelt. Auch äußere Hinweise oder Indizien, wie beispielsweise die mysteriösen nächtlichen Ereignisse in der Küche, werden nicht direkt dargestellt, sondern lediglich angedeutet durch den ausführlich geschilderten Schrecken Nancys als anschließender Reaktion. Ebenso erfährt er Leser erst im Nachhinein von dem Vorhandensein des obskuren blutigen Schweineknochens („hogbone, with blood meat still on it“), den Nancy aus ihrer Sicht als Zeichen für die gewaltsamen oder mörderischen Absichten ihres Mannes begreift, was wesentlich zu ihrem psychischen Zusammenbruch beisteuert.
Der Aufbau und die äußere Gliederung der Geschichte unterstreichen gleichermaßen die Priorität des inneren Geschehens. Im Anschluss an eine kurze Bemerkung zur Erzählgegenwart werden zunächst durch eine lose Folge zeitlich nicht genauer festgelegter Episoden die Lebenssituation und die Lebensumstände der Protagonistin eingeführt. Diese kurz skizzierten Szenen wie etwa Nancys Begegnung mit Mr. Stovall und ihr Gefängnisaufenthalt stellen keine funktionale Exposition in handlungsmäßiger Hinsicht dar, sondern gestalten als Beispiele für die Unerschrockenheit der Hauptfigur aus psychologischer Sicht den kontrastierenden Hintergrund, der ihre Furcht und ihre Resignation am Ende der Geschichte um so eindrucksvoller erscheinen lässt.
Das zentrale Handlungsgeschehen setzt erst mit den frühen Anzeichen von Nancys innerer Unruhe oder Beunruhigung ein und stellt dann in immer größerer zeitlicher Verdichtung die einzelnen Phasen ihrer zunehmenden Furcht dar bis zur Peripetie, dem Höhe- und Wendepunkt am letzten Abend. Die minutiöse Schilderung und Aufzeichnung ihres Verhaltens nimmt mit einem Umfang von etwa zwölf Seiten den weitaus größten Erzählzeitraum in der Geschichte ein. Die innere und äußere Struktur der Erzählung wird dabei durch die mehrfachen Vorausdeutungen Nancys auf ihr gewaltsames Ende gefestigt, um so gleichzeitig der geringen Handlungsspannung entgegenzuwirken und das Leserinteresse auf das Phänomen der Angst zu lenken.
Bemerkenswert im Hinblick auf die äußere Gliederung der Geschichte ist in diesem Zusammenhang ebenso die Diskrepanz zwischen den Handlungsphasen und den Kapiteleinheiten: Nancys Flucht vor dem Tod wird von Faulkner in sechs Kapiteln gestaltet, die weniger räumlich-zeitliche oder handlungsmäßige Einheiten bilden, sondern vielmehr Stufen einer inneren Entwicklung darstellen. Dementsprechend werden zusammengehörende Vorgänge mitunter durch die Kapitelgrenzen getrennt: Am Ende des zweiten Kapitels hält Nancy etwa die Tasse in den Händen, aus der sie zu Beginn des dritten Kapitels trinkt; das Ende des dritten Kapitel unterbricht ein Gespräch, das seine Fortsetzung zu Beginn des vierten Kapitels findet bzw. in andere Bahnen gelenkt wird. Diese auffällige Gestaltung der Kapitelgrenzen dient einer Verstärkung des thematischen Aspekts, da alle Kapitelschlüsse von der Angst Nancys oder der Jasons sowie Hinweisen auf den Tod handeln.
Für die Darstellung und Gestaltung des inneren Dramas, auf das der Leser aufgrund des spärlichen äußeren Handlungsgeschehens überwiegend fokussiert wird, erlangen die indirekten Ausdrucksmedien sowie ihre wechselseitige Kombination, Akzentuierung oder Intensivierung eine sinnaufschließende Funktion und Bedeutung. Der Grund hierfür liegt einerseits in der durchgängig beibehaltenen Erzählperspektive eines unbeteiligten und verständnislosen Erzählers, andererseits in der Wahl einer ungebildeten Negerin als Hauptperson, deren sprachliches Ausdrucksvermögen nicht ausreicht, um ihr inneres Erleben angemessen zum Ausdruck zu bringen. Letztlich äußert sich hierin allerdings ebenfalls die von Faulkner in der Geschichte thematisch angelegte psychische Tiefendimension, die sich einem unmittelbaren sprachlichen Zugriff weitgehend entzieht.
So zeichnet sich im ersten Kapitel Nancys innere Beunruhigung in ihrem nicht weiter beschriebenen Blick und ihrem Verweilen am kalten Herd ab, während im zweiten Kapitel eine Bündelung von Ausdrucksgesten wie undefinierbaren Klagelauten oder gebetsähnlichen Äußerungen und insbesondere ihr seltsam fremd und unheimlich erscheinender Blick auf die Verschärfung der äußeren und inneren Situation verweisen. Im dritten Kapitel deutet die Kontrastierung von Ausdrucksmitteln wie die Gegenüberstellung der bewegungslosen, gleichsam paralysierten Hände Nancys und ihrer sich fieberhaft bewegenden Augen auf die wechselhaften Zustände von künstlich genährter Hoffnung einerseits und beginnender Hoffnungslosigkeit sowie Resignation andererseits. Diese Polarisierung wird im vierten Kapitel fortgeführt mit dem Nebeneinander von hektischer Betriebsamkeit und zeitweiliger Geistesabwesenheit.
Die äußere und innere Spannung erreicht ihren Höhepunkt beim Näherrücken der geheimnisvollen Schritte. Durch eine Akkumulation und Massierung unterschiedlichster Ausdrucksmittel wird zudem der Verlust der Selbstkontrolle markiert, der vor allem durch Nancys Schweißausbrüche und ihren rational kaum mehr gesteuerten Wortschwall verdeutlicht wird. Dieser unkontrollierte Redefluss kommt gleichsam einem letzten verzweifelten Hilferuf gleich.
Im Unterschied dazu zeigt der Anfang des fünften Kapitels den radikalen Wandel äußerlich an Nancys ausgeglichenerer Sprechweise, ihrem gelassenen Gesichtsausdruck und ihren ruhigen Händen, bevor sie dann auch in ihren Worten selber eine Art von Schicksalsergebenheit äußert. Ihre Einsicht in die Ausweglosigkeit der Situation verbunden mit der Annahme ihres Schicksal und einer Todesbereitschaft ihrerseits bewirkt sodann ein Schwinden ihrer Todesfurcht sowie allerdings auch ihrer Hoffnung. Im letzten Kapitel gestaltet Faulkner dann Nancys Ergebenheit in ihr Schicksal in Form eines sogenannten „frozen moments“ (deutsch: „erstarrte Bewegung“ oder Tableau), das den Handlungsfluss zum Stillstand bringt und durch eine entsprechende Konzentrierung das innere Geschehen zu einem äußerst eindrucksvollen oder einprägsamen Abschluss führt, während die äußeren Vorgänge an Bedeutung verlieren und das Handlungsende der Geschichte offen bleibt.
Nancys Verlassenheit am Ende ist jedoch gleichermaßen Höhepunkt und Zeichen einer äußeren Entwicklung, die parallel zum psychischen oder innerlichen Prozess verläuft und zum Teil durch diesen bedingt ist. Nancys zunehmende Isolation trägt zu ihrer Unfähigkeit bei, sich mitzuteilen, und bewirkt insofern eine deutliche Erschwerung ihrer psychischen Lage. Zumindest teilweise ist diese Isolation Nancys durch die sozialen Verhältnisse, d. h. ihre Rassenzugehörigkeit, bestimmt. Beispiele für die Recht- und Schutzlosigkeit der Schwarzen finden sich nicht nur in der zuvor erwähnten brutalen Behandlung durch Mr. Stovall und den Gefängniswärter, sondern ebenso in den Worten ihres Mannes Jesus („White man can come in my house, but I can’t stop him“) und Nancys mehrfachen Unschuldsbeteuerungen („I just nigger. It ain’t no fault of mine.“).
Allerdings ist dieser soziologische oder ethnische Faktor, wie zumeist bei Faulkner, nur ein Aspekt unter vielen. So spielt etwa ihre Hautfarbe in Nancys Beziehung zu der Familie ihres Dienstherren nur eine untergeordnete Rolle. Zwar ist das Verhalten von Mrs. Compson Nancy gegenüber auch durch rassische Vorurteile bestimmt; bezeichnenderweise wird sie jedoch gleichermaßen in ihrem Verhalten gegenüber ihrer eigenen Familie als engherzig oder borniert dargestellt. Das soziologische Moment im engeren Sinn erweitert sich in dieser Kurzgeschichte damit zu einem humanitären: Die schwarze Waschfrau wird gewissermaßen zu einem Prüfstein für die menschlichen Qualitäten ihres Umfeldes. Das Verhalten von Mrs. Compson und ihr Versuch, persönliche Anteilnahme durch institutionalisierte Hilfeleistung zu ersetzen („What do we have officers for?“, „we pay taxes“), kennzeichnen vor allem exemplarisch in ausgeprägter Form die allgemein vorherrschende Verständnislosigkeit. Selbst Mr. Compson als die am positivsten charakterisierte weiße Person in der Erzählung vermag aufgrund seiner geistigen und erlebnismäßigen Grenzen die tiefere Situation nicht zu erfassen, wenngleich seinerseits durchaus Gesten der Hilfsbereitschaft Nancy gegenüber zu erkennen sind. Dennoch ist auch für ihn das menschliche Zusammenleben durch konventionelle Moralvorschriften regelbar; ein Wissen um die dämonischen Tiefen oder Abgründe des menschlichen Verhaltens, wie es in Nancys Worten über sich und ihren Ehemann („I hellborn“) zum Ausdruck kommt, fehlt ihm weitgehend.
Der Gegensatz zwischen Oberflächlichkeit und Tiefe wird ebenfalls durch das Verhalten der Kinder unterstrichen; zudem wird so zusätzlich das Thema der Isolation der Protagonistin Nancy betont, das parallel zu dem der Angst verläuft. Schon allein aufgrund ihres Alters (fünf, sieben und neun Jahre) sind diese Kinder außerstande, die menschliche Tragödie zu begreifen, die sich vor ihren Augen vollzieht: Jason versteht nur, dass Nancy sich – wie er meint – vor der Dunkelheit fürchtet; Caddy begreift bereits, dass die für sie nicht zu durchschauende Beziehung Nancys zu Jesus den Grund dafür liefert; einzig Quentin als ältestes und offenbar sensibelstes der Kinder scheint den tödlichen Ernst der Lage zu ahnen. Seine vieldeutige Frage an den Vater am Schluss, wer denn nun die Wäsche machen werde, legt eine solche Vermutung nahe, unterstreicht damit aber zugleich den Aspekt der Hilflosigkeit und Distanziertheit, der das Verhalten der Mitmenschen zu der Hauptfigur in der Erzählung in unterschiedlich starkem Maße kennzeichnet.

## Themen, Leitmotive und sprachliche Gestaltungsform

### I aint nothing but a nigger
In der zweiten Hälfte des ersten Teiles der Erzählung weist Nancy darauf hin: „Ich bin nichts als ein Nigger ... Es ist überhaupt nicht meine Schuld.“ In diesem Satz wird klar, welches Selbstbildnis Nancy von sich hat. Ihr Schicksal ist vorbestimmt und liegt zu keinem Zeitpunkt in ihren Händen. Dies ist allein schon dadurch bedingt, dass die schwarze Bevölkerung von der Weißen unterdrückt wird und sie daher ihr Leben nicht frei gestalten können. Das Schwarz-Sein ist ein unabänderliches Persönlichkeitsmerkmal, das die Schwarzen nicht ablegen können, ohne dass sie dafür eine Schuld trifft, und doch müssen sie die auferlegten Konsequenzen tragen, was von sozialer Ungerechtigkeit zu Rassismus führt.
Inwieweit die schwarze Hautfarbe also die Identität der Afro-Amerikaner mitbestimmt, können die Kinder in Faulkners Erzählung nicht begreifen. Während sich die beiden schwarzen Hausdiener Nancy und Disley ernsthaft mit Nancys gewalttätigem Mann Jesus auseinandersetzen, platzt der fünfjährige Jason kindisch dazwischen: „Jesus ist ein Nigger, .... Dilsey ist auch ein Nigger, ... Ich bin kein Nigger ... Bist du ein Nigger, Nancy?“ Für den unwissenden Jason ist die Klassifizierung zum Nigger nur ein kindliches Spiel, das nicht sehr weittragend ist. Er ist sich der wahren Schwere dieser rassischen Einstufungen nicht bewusst.

### Die Kinder
Im Wesentlichen werden die Kinder in der Geschichte mit einer Situation konfrontiert, die sie zu keinem Zeitpunkt auch nur annähernd verstehen können. So ist Nancys Babybauch während der Schwangerschaft für sie nur eine „Wassermelone“; den Grund dafür, warum man ihr die Zähne ausgeschlagen hat, kennen sie auch nicht (Nancy verlangte Geld für ihre sexuellen Dienstleistungen, die schließlich zu ihrer Schwangerschaft führten). Ebenso liegen auch ihre Angst sowie die Qual, die sie deshalb durchmacht, für die Kinder völlig im Dunkeln. Die wachsende Verzweiflung Nancys ist für sie nur ein Zustand, vielleicht sogar nicht mehr als ein Spiel. Sie agieren mit kindlicher Naivität und verstehen keinesfalls die ernste Sachlage.
Die drei Figuren Caddy, Jason und Quentin sind gemeinsam ebenfalls Erzähler oder Hauptfiguren in dem 1929 erschienenen Roman Schall und Wahn. In diesem Werk nutzt Faulkner die Dekadenz der Jugend als Leitbild für den Untergang des einst stolzen Südens; am ausführlichsten dargestellt am ältesten Compson-Kind Quentin, der angesichts der Hilflosigkeit im Hinblick auf den Verfall von Ehre, Jungfräulichkeit und Liebe schließlich Selbstmord begeht. Quentins Darstellung in diesem Roman wird teilweise als an der Grenze zum Wahnsinn stehend gedeutet. Auf diesem Hintergrund dienen die Compson-Kinder dem Autor möglicherweise auch in dieser Kurzgeschichte als Metapher für den Verfall der Aristokratie des Südens.

### Angst
Die Angst Nancys, buchstäblich ihre Todesangst, ist eines der treibendsten Merkmale der gesamten Erzählung. Faulkner stellt dabei nachdrücklich Nancys Angst kontrastiv derjenigen der Kinder gegenüber. Für die Kinder ist es nicht viel mehr als ein Spiel, bei dem man sich gegenseitig als ängstlich oder gar feige bezeichnet, um den anderen aufzuziehen und zu ärgern; Nancy hingegen hält ihre Angst vor ihrem gehörnten Ehemann Jesus für völlig real. Für Mr. Compson gibt es keinen Hinweis darauf, dass das, was Nancy beschreibt, tatsächlich wahr ist und ihre Angst nicht mehr ist als die Furcht vor der Dunkelheit, die viele Kinder haben. Dieses Angstgefühl nimmt er damit zwar bei Nancy als real existierendes Erleben wahr, betrachtet es jedoch als irrational, da es aus seiner Sicht einer tatsächlichen Grundlage in der äußeren Realität entbehrt. Doch Nancy lässt sich nicht von ihrer Angst abbringen. In ihrer Hilflosigkeit kann sie nicht verhindern, dass die Todesangst sie vollständig überwältigt und damit praktisch handlungsunfähig macht. So ist sie in ihrer Hütte nicht einmal mehr dazu fähig, Popcorn für die Kinder zu machen. Nancy begründet ihre Angst derweil damit, dass sie Jesus kenne und dies exakt die Art sei, wie er vorgehen werde. Tatsächlich bleibt offen, ob in der Nacht etwas Weiteres passiert und ob Nancy Recht hat. In dem bereits 1929 erschienenen Roman Schall und Wahn über die Compson-Familie erzählt der autistische jüngste Sohn Benjy, dass Nancys Gebeine in dem Graben lägen, in dem Jesus, wie Nancy vermutete, auf sie gewartet habe.
In dem 1951 erschienenen Werk Requiem für eine Nonne tritt Nancy Mannigoe dagegen als am Leben gebliebene Nonne auf. Nancys Schicksal und die Natur ihrer Angst werden im Faulknerschen Kanon also nicht einheitlich behandelt.

### Erzähler
Die Kurzgeschichte wird von einem Ich-Erzähler erzählt, Quentin Compson. Er berichtet in Form einer Anekdote von Vorfällen, die sich fünfzehn Jahre zuvor abgespielt haben. Gegen Ende des ersten Teils der Kurzgeschichte macht der Erzähler Quentin Altersangaben, wonach er damals neun, seine Schwester Caddy sieben und der Bruder Jason fünf Jahre alt waren. Quentin ist zum Zeitpunkt der Erzählgegenwart demnach vierundzwanzig Jahre alt; dies steht allerdings im Widerspruch zu den Angaben an anderen Stellen im Erzählwerk Faulkners, denn Quentin begeht in dem Roman Schall und Wahn bereits im Alter von neunzehn Jahren Suizid.
Quentin präsentiert derweil Daten und Eindrücke in einer Form, wie er sie damals als Kind wahrgenommen hat, wodurch die Geschichte weitgehend aus dem Blickwinkel eines Neunjährigen erzählt wird. Es gibt keine Einschübe des älteren Quentins und das Verhalten der drei Kinder (Quentin, Jason, Caddy) wird nicht durch Kommentare des erwachsenen Erzählers Quentin ergänzt oder erklärt. Dies beschränkt seine Schilderung auf die eingeengte Wahrnehmung aus der Außenperspektive eines Kindes. Auf diesem erzähltechnischen Hintergrund kann Quentin die Schwere und Ernsthaftigkeit der Handlungen nicht nachvollziehen. Dies ändert sich erst gegen Ende geringfügig, als er offenbar weitsichtig genug ahnt, dass Jesus Nancy womöglich umbringen wird.
Die von Faulkner gewählte deutlich eingeschränkte Erzählperspektive eines Kindes aus der Außensicht führt konsequenterweise zu einer Charakterisierung der Hauptperson durch die sinnerschließende Bedeutung ihrer Gesten und Gebärden und legt damit eine Verbildlichung der Vorgänge sowie eine szenisch-dialogische Wiedergabe des Geschehens nahe. Durch die Technik der sprachlichen Leitmotive lässt Faulkner jedoch zusätzlich seine eigenen Vorstellungen bzw. sein „Wissen“ als Autor in die Geschichte einfließen.
Die Darstellung des Geschehens um Nancy aus der Sicht eines neunjährigen Erzählers, dessen Erkenntnis- und Darstellungsmedium vorrangig die Welt der Dinge und der sinnlich wahrnehmbaren Phänomene ist, stellt dabei ein durchaus kennzeichnendes Merkmal für Faulkners gesamtes literarisches Werk dar, in dem Kinder besonders häufig als Bewusstseinszentren oder Erzählergestalten genutzt werden. Diese Geschichte wird indes dadurch kompliziert, dass zu Beginn der Erzählung der vierundzwanzigjährige Quentin als Erzähler auftritt, der im Folgenden dann aber ein fünfzehn Jahre zurückliegendes Geschehen wiedergibt und dabei die Sprache sowie die Erzähl- und Erlebnisweise eines Kindes übernimmt. Durch diese teleskopartige Zusammenlegung zweier Erzählperspektiven erzeugt Faulkner anfangs eine intensivierende Kontrastwirkung. Das „blutlose“ Jefferson der Erzählgegenwart bildet in dieser Hinsicht den Hintergrund für das fünfzehn Jahre zurückliegende blutige Geschehen, auf das die Geschichte abzielt. Im kontrastiven Vergleich mit den motorisierten Wäscherinnen gewinnt beispielsweise die Protagonistin Nancy mit ihrem Wäschebündel auf dem erhobenen Kopf derart eine eigene Würde oder Größe.
Mit dem Übergang der Erzählperspektive auf das neunjährige Kind ist dann nicht mehr in erster Linie die zeitliche Distanz, die zwischen dem Erzähler und Erzählten liegt, von Bedeutung, sondern vielmehr die psychische Distanz des Kindes einem Geschehen gegenüber, das seine Erlebnis- und Verständnisfähigkeit übersteigt und das er allein von außen schildern kann. Diese scheinbar naive Erzählweise ist jedoch in hohem Maße funktional für die gesamte Gestaltung der Geschichte. Faulkner gewinnt damit die Möglichkeit, mit Hilfe des Mittels der Indirektion und Andeutung sowie durch die mehrfach aufgerufenen Bilder oder bildhaften Szenen die Geschichte mit einem dicht geknüpften leitmotivischen und symbolhaften Netz zu überziehen, um die innere Entwicklung der Hauptfigur zu spiegeln. So lässt Faulkner etwa das szenisch erweiterte Eingangsbild Nancys mit dem Wäschebündel auf dem Kopf vom Erzähler an verschiedenen Stellen aufnehmen, um den Kontrast zwischen der anfangs so selbstsicheren Protagonistin und der schließlich zutiefst verunsicherten und von Todesangst gezeichneten Nancy, die nur noch äußerlich mit sich selbst identisch ist, in ausgeprägter Deutlichkeit hervorzuheben.
In ähnlicher Weise werden die durch die Erzählperspektive vorgegebenen eingeschränkten sprachlich-stilistischen Gestaltungsmittel, insbesondere der Satzbau und die Metaphorik, die dem kindlichen Erzähler angepasst sind, von Faulkner gleichzeitig als Medien zur gezielten Verdeutlichung der inneren Situation Nancys eingesetzt. So wird etwa Nancys innere Unruhe in einer Passage durch die scheinbar unbeholfene Häufung präpositionaler Ergänzungen im Zusammenhang mit sprachlichen Wiederholungen unterstrichen. An anderen Stellen wird durch das unverbundene Nebeneinander von kurzen Sätzen der Eindruck von einer eigenen Schwerkraft der Dinge erzeugt, die sich Nancys Kontrolle entziehen und damit ein Gefühl der Unausweichlichkeit ihres Schicksals hervorrufen. Die durch den kindlichen Erzähler vermittelten Bilder und Vergleiche stellen sich aus psychologischer Sicht zunächst als Versuche des Erzählers dar, das ihn verwirrende Geschehen sprachlich zu bewältigen, ermöglichen Faulkner indes gleichzeitig die Gestaltung der irrationalen Prozesse, die im Unterbewussten ablaufen und sich der direkten sprachlichen Aussage entziehen.
Auffällig sind dabei vor allem Bilder aus dem animalischen und dinghaften Bereich, etwa der Vergleich von Nancys Augen mit denen einer Katze. Durch die Verwendung dieser Bildlichkeit in den Äußerungen des kindlichen Erzählers versucht Faulkner einen Einblick in die Tiefendimension der Seele zu vermitteln und der sprachlich anderenfalls nur schwerlich darstellbaren Deformierung des eigentlich Menschlichen in der existenziellen Grenzsituation der Todesangst Ausdruck zu verleihen.

### Sprachliche Ausdrucksmittel
Die Erzählperspektive der Geschichte führt zu einer weitgehend szenisch-dialogischen Darstellung des Geschehens. Dabei nutzt Faulkner die Dialogsprache nicht nur in ihrer charakterisierenden Funktion, sondern darüber hinaus ebenso zur Akzentuierung und Vertiefung der thematischen Aspekte; seine besondere Leistung zeigt sich vor allem darin, dass er diese beiden Gestaltungsmomente geschickt miteinander zu verknüpfen vermag.
So verwendet er eine Reihe von Leit- oder Schlüsselwörtern, die teilweise, wie etwa im Falle Jasons, die Fixiertheit des jeweiligen Sprechers verdeutlichen und zugleich den Blick auf die verschiedenen Aspekte der überpersönlichen Thematik der Angst und Bedrohung lenken, um diese damit im Bewusstsein der Leser präsent zu halten. Die Bezeichnung „nigger“ im Sprachgebrauch des kleinen Jason hebt beispielsweise das soziologische Moment hervor, während der wiederholte Gebrauch des Wortes „scared“ (deutsch: „erschreckt“ oder „verängstigt“) die psychologische Sicht des Themas verstärkt.
Nancys wiederholte Äußerungen „I feel“ und „I know“ bringen ihre Schicksalsgewissheit in Bezug auf Jesus und dessen Vorhaben zum Ausdruck, wodurch wiederum in dem zuvor angesprochenen Sinne ihre Trennung von den Menschen in ihrem Umfeld nochmals eindringlich betont wird. Die innere Isolierung Nancys wird weiterhin durch die Dialogführung verstärkt, vor allem durch das Mittel des Aneinander-vorbei-Redens oder durch mehrfache Wortechos mit einem bedeutungsverändernden Wiederaufgreifen eines Wortes, das die unterschiedlichen Erlebnisperspektiven der Dialogpartner sinnfällig hervortreten lässt.
Ein durchaus aufschlussreiches Beispiel für dieses Zusammenwirken der verschiedenen sprachlichen Mittel zur Veranschaulichung von Nancys innerer Isolierung findet sich in der Gestaltung des Zeitpunktes, der dem Eintreten Mr. Compsons in die Hütte unmittelbar vorausgeht. Während Jasons Gebrauch des Wortes „tell“ von ihm als Drohung im Sinne von „petzen“ gemeint ist, zeigt die sinnverändernde, drängende Wiederholung des Ausdrucks durch Nancy im Sinne einer inständigen Bitte und die Verwendung von Schlüsselwörtern wie „morning“, „home“ oder „sleep“, die für ihr Wunschdenken stehen, sehr deutlich, in welchen Bahnen sich ihr Empfinden und Denken bewegt. In Verbindung mit Jasons mehrfach wiederholter Drohung („I‘m going to tell“) wird darüber hinaus die unüberbrückbare Kluft gekennzeichnet, die Nancy von ihrem Umfeld trennt. Ihr selbstverleugnender Hinweis auf den Spaß („fun“), den man haben werde, ist psychologisch betrachtet das wohl eindringlichste Indiz für ihre übermäßige Verzweiflung.
Die in diesen Äußerungen sich zuspitzenden Diskrepanzen zwischen den verschiedenen Sicht- und Erlebnisweisen sind jedoch nicht allein auf eine psychologische Bedeutung eingeschränkt, sondern haben eine darüber hinausgehende Funktion, die auch verständlich macht, warum Faulkner wie auch zahlreiche andere Autoren oftmals eine kindliche Erzählperspektive wählt. Die kommentarlose Aufzeichnung oder Registrierung widersprüchlicher Erfahrungsdaten eines kindlichen Erzählers erlaubt je nach Art oder Stärke der Diskrepanzen durchaus unterschiedliche Tönungen des Geschehens, um auf diese Weise durch deren Verknüpfung einer Geschichte den komplexen Charakter eines vieldeutigen Realitätsausschnittes zu verleihen. So finden sich selbst komische Elemente in der Beschreibung von Nancys äußerem Erscheinungsbild, wie beispielsweise der schwarze Matrosenhut über ihrem Wäschebündel oder die „Wassermelone“ unter ihrer Schürze, oder auch in den kindlichen Streitereien, die über ihre chorushafte Funktion hinaus für eine Art von „comic relief“ sorgen. Zugleich haben sie eine gewisse humoristische Wirkung, wie sie für die literarische Tradition des amerikanischen Südens typisch ist.
Der eingangs erwähnte Dialog zwischen Nancy und Jason enthält zudem einen zusätzlichen grotesken Effekt: Durch die Diskrepanz zwischen Nancys Verweis auf den Spaß, den sie haben werden, und der tödlichen Ernsthaftigkeit ihrer Situation wird erneut unverkennbar die Sinnlosigkeit ihres Handelns wie überhaupt der Bemühungen um zwischenmenschliche Verständigung betont. Der tragische Aspekt der ganzen Geschichte wird schließlich nochmals durch das Schlussbild, das Nancys Ergebenheit in ihr Schicksal suggeriert und ihr gleichzeitig mit der klaglosen Annahme des Bevorstehenden menschliche Größe verleiht, durch die Kontrastierung mit den belanglosen kindlichen Streitereien nachdrücklich unterstrichen.

### Titel
Der ironisch gemeinte Titel leitet sich von einem populären Gospel-Spiritutal ab, dessen ersten erste Liedzeile lautet: Lordy, how I hate to see that evening sun go down. Dieser Vers bildete auch die Grundlage für die ersten Verse des bekannten klassischen Bluessongs St. Louis Blues. Welches Stück jetzt genau für Faulkner die Vorlage zum Titel gab, ist nicht überliefert. Da sich Faulkner jedoch sehr mit den Südstaaten auskannte, ist anzunehmen, dass Faulkner beide Lieder kannte.
Die Kurzgeschichte ist auch unter dem Titel That Evening Sun Go Down erschienen, was im thematischen Bezug auf die Erzählung ebenso als eine Metapher für den anrückenden Tod verstanden werden kann, der in der Dunkelheit lauert. Nancy, die afro-amerikanische Waschfrau und Hausdienerin, fürchtet in der Geschichte, dass ihr eifersüchtiger Ehemann Jesus darauf warte, dass die Sonne untergeht, um ihr sodann Gewalt anzutun und sie umzubringen. Der Sonnenuntergang symbolisiert in einer solchen Lesart die qualvolle Todesangst als das wesentliche Leitmotiv der Erzählung.

## Werkgeschichtlicher Zusammenhang
Faulkner stellte im Oktober 1930 ein Jahr nach der Veröffentlichung von The Sound and the Fury eine erste Version der Erzählung unter dem Titel Never Done No Weeping When You Wanted to Laugh vor. Die nachfolgend 1931 erstmals in leicht veränderter Form im American Mercury unter dem Titel That Evening Sun Go Down veröffentlichte Kurzgeschichte wurde sowohl von den Literaturkritikern als auch einem breiten Lesepublikum äußerst positiv aufgenommen und teilweise sogar in eine Reihe mit dem zu Faulkners wichtigsten Werken zählenden Roman The Sound and the Fury gestellt.
Sowohl thematisch und erzähltechnisch wie auch inhaltlich gehört That Evening Sun zu den für Faulkner bezeichnendsten Kurzgeschichten durch ihre Verwurzelung in seinem heimatlichen Mississippi und der von ihm erschaffenen fiktiven Erzähllandschaft Yoknapatawpha County. Der Stoff der Geschichte beruht wahrscheinlich auf einer wahren Begebenheit; Erzähler, Schauplatz und Personen sind aus Faulkners anderen Werken, vor allem aus The Sound and the Fury vertraut. In soziologischer Hinsicht vermittelt die Erzählung eine Vorstellung von den Lebensverhältnissen und insbesondere der Situation der Schwarzen im amerikanischen Süden um die Wende zum 20. Jahrhundert. Die negative Darstellung des technischen Fortschritts im modernen Jefferson, der Hauptstadt von Yoknapatawpha County, enthält Anklänge an ein von Faulkner häufig verwendetes Motiv.
Eine Reihe von Berührungspunkten finden sich mit der kurz zuvor erschienenen Erzählung Dry September, in der ebenfalls eine archetypische Grundsituation mit einer Fokussierung auf das psychische Geschehen in mehrfacher Hinsicht dargestellt wird. Während jedoch in Dry September überwiegend das Erleben und die Folgen von Frustration, Vereinsamung sowie Gewaltsamkeit im Zentrum stehen, wird hier die Angst des Menschen vor dem Tode in den Vordergrund gerückt, wobei Isolation, Gleichgültigkeit und Aggressivität die Gesamtaussage der Geschichte allerdings als bedeutsame Nebenthemen ergänzen.
In Dry September wird das Moment des Exemplarischen und die Intensität der Wirkung vorrangig durch die geschickte Verknüpfung zweier komplementärer Erzählstränge erreicht, wohingegen der wesentliche Effekt in That Evening Sun vor allem durch die äußerste Vereinfachung der Handlung im Sinne einer Konzentration auf eine einzige Gestalt und deren innere Entwicklung erzielt wird. Ein zusätzlicher Beziehungsaspekt zwischen diesen beiden Kurzgeschichten Faulkners ergibt sich durch die Wahl eines außenstehenden Erzählers sowie durch die Verwendung einer indirekten Ausdrucksweise durch andeutenden Sprachgebrauch oder vorausdeutende Hinweise. Im Vergleich zu Dry September wird in der Ich-Erzählung That Evening Sun allerdings in ungleich stärkerem Maße die Perspektive eines kindlichen Erlebens zum wichtigsten Integrationsmoment dieser Kurzgeschichte überhaupt, wodurch unter anderem das Nebeneinander unterschiedlicher Bewusstseinslagen und verschiedener sowohl komischer wie auch tragischer und grotesker Elemente möglich wird, die für diese Geschichte in besonderer Weise kennzeichnend sind und ihr ihre Vielschichtigkeit verleihen.
Ähnlich wie in Dry September und ebenfalls in Barn Burning wird auch hier das eigentliche Ereignis, auf das die Geschichte angelegt ist, in diesem Fall die Ermordung Nancys, ausgespart; es bleibt zudem offen, ob es überhaupt eintreten wird.
Mit der schließlichen Einsicht in die Ausweglosigkeit ihrer Situation und der Akzeptanz des Kommenden in Verbindung mit dem Schwinden ihrer Todesfurcht wie auch ihrer Hoffnung am Ende der Geschichte finden sich in der Entwicklung Nancys des Weiteren auffällige Parallelen etwa zu der psychischen Verfassung des Negers in der ein Jahr zuvor entstandenen Kurzgeschichte Red Leaves oder aber auch in Faulkners Gestalt des Joe Christmas am Ende des ein Jahr später erschienenen Romans Light in August. Gemeinsam ist den drei genannten Kurzgeschichten zudem die Tatsache, dass in diesen wie in zahlreichen anderen Erzählungen Faulkners der Mensch charakteristischerweise in enger Beziehung mit dem Raum gesehen wird: Die räumlichen Verhältnisse spiegeln zugleich die sich wandelnde innere und äußere Situation oder Verfassung der Figuren. Neben dem spezifischen Stil Faulkners unterstreichen diese engen Verbindungen von Mensch und Raum zudem nachdrücklich die für Faulkners Erzählwerk typische Dimension des Unheimlichen und der ethisch-moralischen Inkommensurabilität. Dieser von Faulkner favorisierten andeutenden Erzählweise entsprechen die Charakterisierungen der Hauptpersonen durch sinnerschließende Bedeutung ihrer Gesten und Gebärden sowie die Technik des Einbringens sprachlicher Leitmotive, mit deren Hilfe Faulkner als Autor seine Vorstellungen oder sein „Wissen“ einfließen lässt. Dem korrespondiert in besonders ausgeprägtem Maße die beschränkte Außenperspektive des jeweiligen Erzählers und die dadurch nahe liegende Verbildlichung und szenisch-dialogische Wiedergabe des Erzählgeschehens.
Auch in That Evening Sun erreicht die Kurzform des Erzählens hier die Grenzen ihrer Möglichkeiten bzw. ihrer Leistungsfähigkeit durch die Vielfalt der Perspektiven mit ihrer Verbindung disparater tragischer, komischer und grotesker Momente und der Einbeziehung bedeutungsvoller Ambivalenzen, zu denen neben psychologischen ebenso ansatzweise metaphysische Aspekte gehören. Nicht zuletzt aus diesem Grunde wird verständlich, warum Faulkner häufig auf eine Zwischenform zwischen Kurzgeschichte und Roman ausweicht und diese sogar zur Strukturierung seiner Romane nutzt.
Andererseits zeigt die Gestaltung von That Evening Sun jedoch ebenso, warum Faulkner in seinem literarischen Schaffen immer wieder zur Form der short story zurückkehrt: Einzig durch äußerste Verdichtung auch in umfangmäßiger Hinsicht gelingt es ihm, eine existenziell gesehene Situation mit einer Intensität zum Ausdruck zu bringen, die dieser einen menschlich zutiefst bedeutungsvollen, gleichsam archetypischen Sinn verleiht.
Viele Kritiker stimmen darin überein, dass That Evening Sun, vom Erzählverhalten her eine von Faulkners besten Kurzgeschichten ist, in dem das Spiel zwischen ernster Erwachsenenwelt und naiver kindlicher Erlebniswelt äußerst komplex abgebildet wird.
In gattungsspezifischer Hinsicht zählt That Evening Sun zu den typischen Vertretern des Southern Gothic, jenem Subgenre der Gothic fiction, bei dem groteske oder mitunter auch makabare, zuweilen schwarzhumorige Bilder, Metaphern und ganze Szenerien in an sich realistische Szenen eingebettet werden, um den moralisch-sittlichen Verfall und die weitgehende Dekadenz des amerikanischen Südens darzustellen.

## Werkausgaben (Auswahl)

### Englisch
- William Faulkner: That Evening Sun. In: William Faulkner: Collected Stories. Vintage (Random House), London 1995, ISBN 0-09-947921-4, S. 289–312.

### Deutsch
- William Faulkner: Abendsonne: 3 Erzählungen. Übersetzt von Erich Franzen. Piper Verlag, München 1956.

## Sekundärliteratur (Auswahl)
- Gerhard und Gisela Hoffmann: Faulkner · That Evening Sun. In: Karl Heinz Göller u. a. (Hrsg.): Die amerikanische Kurzgeschichte. August Bagel Verlag, Düsseldorf 1972, ISBN 3-513-02212-3, S. 247–267.
- John V. Hagopian: That Evening Sun. In: John V. Hagopian und Martin Dolch (Hrsg.): Insight I – Analysis of American Literature. Hirschgraben Verlag, Frankfurt am Main 1971, S. 50–55.
- L.H. Frey: Irony and Point of View in ’That Evening Sun.‘  In: Faulkner Studies. Herbst 1953, S. 33–40.
- Dirk Kuyk Jr., Betty M. Kuyk and James A. Miller: Black Culture in William Faulkner's "That Evening Sun". In: Journal of American Studies. Vol. 20, No. 1 (April 1986), S. 33–50.
- Laurence Perrine: ‘That Evening Sun’: A Skein of Uncertainties. In: Studies in Short Fiction. 22.3 (Sommer 1985), S. 295–307.
- E. W. Pitcher: Motive and Metaphor in Faulkner’s ‘That Evening Sun’. In: Studies in Short Fiction. 18.2 (Frühling 1981), S. 131–35.
- Paula Sunderman: Speech Act Theory and Faulkner’s ‘That Evening Sun’. In: Language and Style: An International Journal. 14.4 (Herbst 1981), S. 304–14.
- William B. Toole: Faulkner’s ‘That Evening Sun’. In: Explicator. 22 (1963), Item 52.